# Lebach
Lebach – miasto w Niemczech, w kraju związkowym Saara, w powiecie Saarlouis.
Lebach leży ok. 15 km na północny wschód od Saarlouis.
Miasto spiera się z gminą Eppelborn o geograficzny środek kraju związkowego.

## Bibliografia

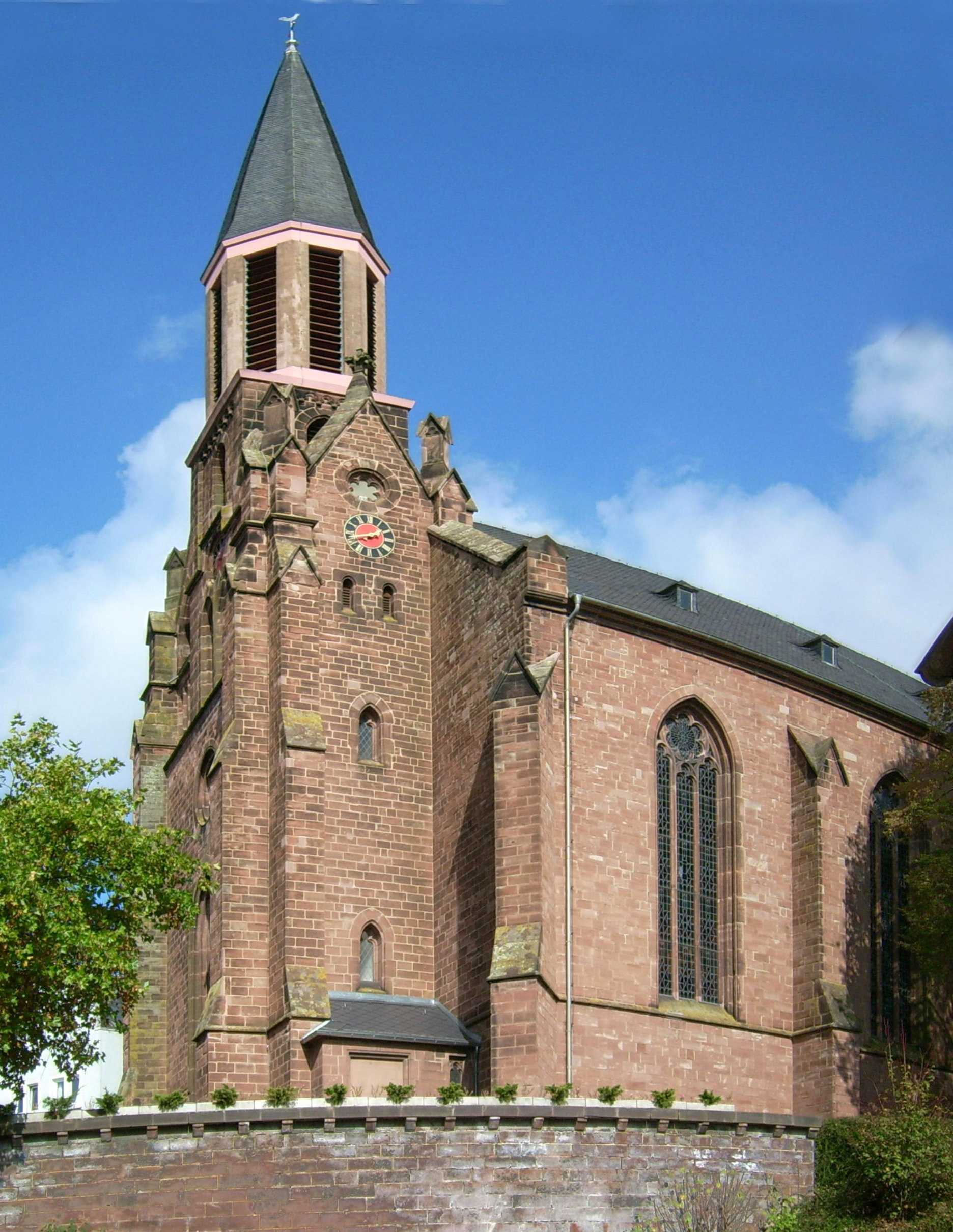
Kościół katolicki

## Współpraca
Miejscowość partnerska:
- Francja: Bitche